# Dolichupis vemacola
Dolichupis vemacola is een slakkensoort uit de familie van de Triviidae. De wetenschappelijke naam van de soort is voor het eerst geldig gepubliceerd in 1987 door Liltved.